# Odontellina
Genre
Odontellina est un genre de collemboles de la famille des Odontellidae.

## Distribution
Les espèces de ce genre se rencontrent en Europe et en Afrique.

## Liste des espèces
Selon Checklist of the Collembola of the World (version du 4 octobre 2019) :
- Odontellina deharvengi Barra, 1995
- Odontellina nivalis (Cassagnau, 1959)
- Odontellina sexoculata Thibaud & Christian, 1989

## Publication originale
- Deharveng, 1981 : La famille des Odontellidae: phylogenèse et taxonomie. Travaux du Laboratoire d'Ecobiologie des Arthropodes Edaphiques Toulouse, vol. 3, no 1, p. 1-21.